# Tetyana Hlushchenko
Tetyana Grygorivna Hlushchenko (em ucraniano:Тетяна Григорівна Глущенк, Kiev, 12 de julho de 1956) é uma ex-handebolista soviética, campeã olímpica.

## Carreira
Ela fez parte da geração soviética campeã da primeira Olimpíadas do handebol feminino, em Montreal 1976, com um total de 5 jogos.